# Muziektent (Vondelpark)
De Muziektent Vondelpark is een gebouwtje in Amsterdam-Zuid. Het gebouwtje werd op 1 november 1996 opgenomen in het monumentenregister als apart benoemd onderdeel in het rijksmonument Vondelpark.
Het is ontworpen door Jan David Zocher en Louis Paul Zocher en werd rond 1873 gebouwd op een rond eiland in een van de vijvers van genoemd park, dat toen nog de naam droeg van Rij- en Wandelpark Amsterdam. Verbinding met de vaste wal wordt verzorgd door brug 451, die eerst van hout was, maar begin 20e eeuw vervangen werd door een ijzeren.     
Het gebouw kent een tienhoekige plattegrond en heeft een skelet van gietijzer dat rust op een bakstenen ondergrond. Voordat men de “tent” kan betreden moet men eerst een negen treden tellende trap op van natuursteen. Vanaf het basement steken tien kolommen op, die bewerkt zijn en voorzien van canellures. Deze kommen dragen het stervormige dak. Het geheel is afgewerkt met een uivormige bekroning op het dak en daaronder ajourwerk.
Het werd tot rijksmonument verklaard vanwege onder meer het gebruik (typologie) en als oorspronkelijk onderdeel van het park.   